# Isola Korovin
Korovin (in lingua aleutina Tanĝanuk) è una delle isole Shumagin, un gruppo di 20 isole al largo della costa meridionale della penisola di Alaska che appartengono amministrativamente al Borough delle Aleutine orientali. L'isola si trova a nord-est dell'isola Popof ed è separata dalla penisola di Alaska dallo stretto di Unga.
Korovin è disabitata; ha una superficie di 67,85 km² e ha due picchi sul suo territorio: uno all'estremità occidentale di 554 m di altezza e l'estremità orientale è formata da una rupe rocciosa alta 370 m. La parte centrale è un terreno basso con paludi. L'estremità settentrionale dell'isola è conosciuta come Scotland Point. Due miglia a sud-ovest di Scotland Point c'è la baia di Grosvold che può essere utilizzata come ancoraggio.
L'isola era stata registrata con il nome di Korovinskoi nel 1852 dal capitano Teben'kov della Marina imperiale russa, presumibilmente in onore di Ivan Korovin della nave Sv. Troica (Святая Троица, "Santa Trinità") che aveva esplorato le aleutine nel 1762.